# 竺延风
竺延风（1961年3月—），浙江奉化人，中华人民共和国政治人物，中國共產黨黨員。曾任中共吉林省委副书记，东风汽车集团有限公司董事长、党委书记。中共第十六、十七、十八届中央候补委员。

## 生平
1982年5月加入中国共产党。1979年9月至1983年8月，于浙江大学化工系化工自动化及仪表专业学习。毕业后，就职于一汽热电厂仪表车间，担任技术员。1986年2月，先后担任一汽计量处技术科技术员、助理工程师、工程师、高级工程师等职务。1992年7月，出任一汽计量处研制科副科长。1994年4月，出任一汽对外经济贸易处处长兼一汽集团进出口公司经理。1997年3月，出任中国第一汽车集团公司副总经理，同年4月兼任一汽轿车股份有限公司总经理、党委书记。1998年11月，出任中国第一汽车集团公司常务副总经理。1999年2月28日，出任中国第一汽车集团公司总经理，同年12月任中国第一汽车集团公司总经理、党委常委、集团董事长。2000年5月，被评为全国劳动模范，同年7月当选为全国青联副主席。2002年9月，兼天津汽车董事长。
2007年12月，任中共吉林省委常委。2008年1月，任吉林省人民政府常务副省长、党组副书记。2012年5月，任中共吉林省委副书记
2015年5月，调任东风汽车公司董事长、党委书记。2018年1月，当选第十三届全国政协委员。2023年3月，因年龄原因卸任东风汽车集团有限公司董事长、党委书记职务。

## 荣誉
- 2000年5月，全国劳动模范
- 2002年，“中国经济年度人物”